# Ascidia celtica
Ascidia celtica is een zakpijpensoort uit de familie van de Ascidiidae. De wetenschappelijke naam van de soort is voor het eerst geldig gepubliceerd in 1969 door Claude Monniot.